# Principado de Lamballe

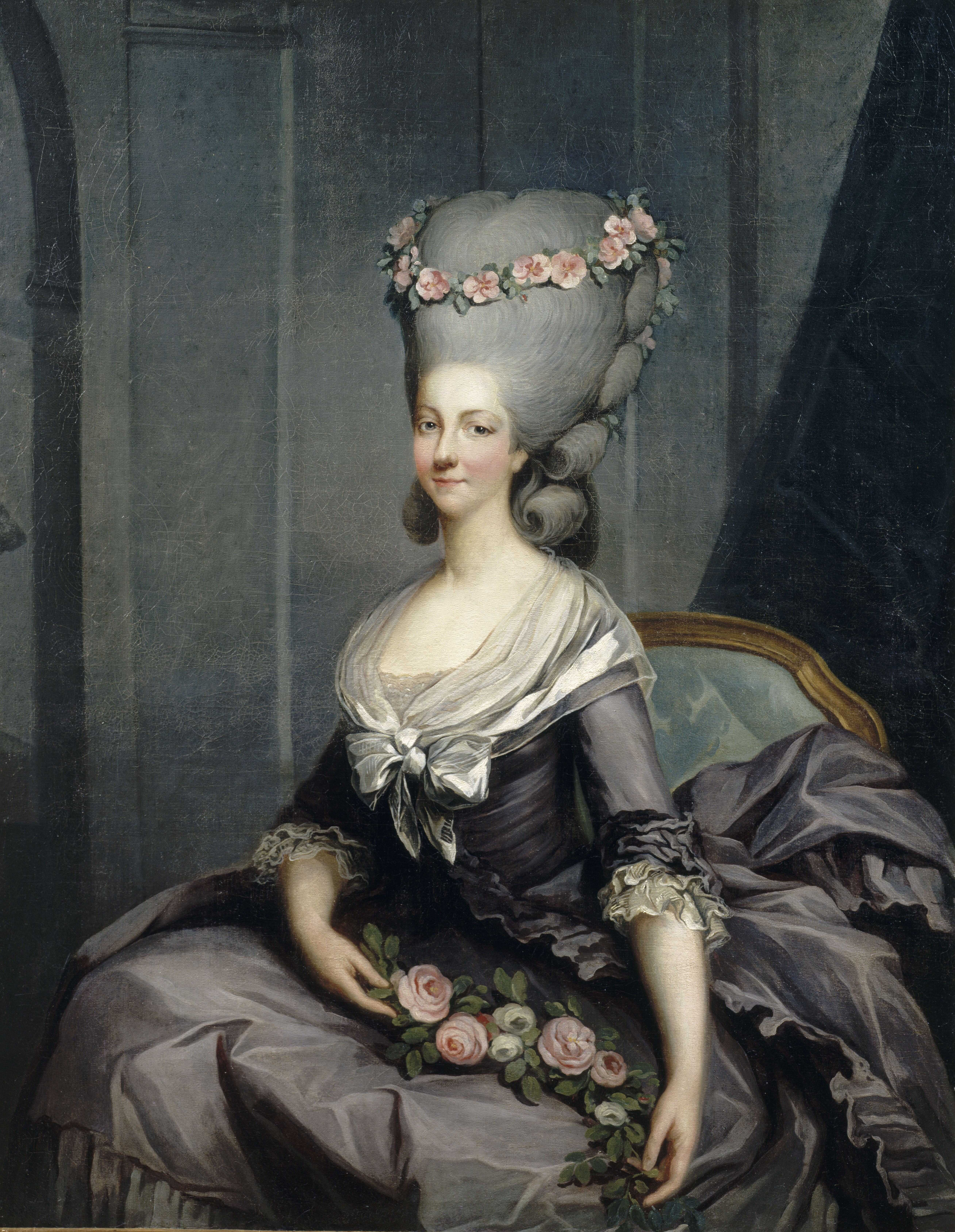
O Principado de Lamballe foi a capital do território dos Condes de Penthièvre, que, em 1569, foram feitos duques. Desde 1747, o filho mais velho do Duque de Penthièvre detinha o título de Príncipe de Lamballe. Em um primeiro momento, ele foi tomado de um dos senhorios em posse de Louis Jean Marie de Bourbon, Duque de Penthièvre, que o outorga a seu filho, Luis Alejandro Bourbon, como um título de cortesia por ser um "príncipe de sangue", passando a ser tratado como Sua Alteza Sereníssima. Em 1792, estabeleceu-se como título único e independente para o Ducado de Penthièvre, que se torna parte do ramo Orleans

O Principado de Lamballe foi a capital do território dos Condes de Penthièvre, que, em 1569, foram feitos duques. Desde 1747, o filho mais velho do Duque de Penthièvre detinha o título de Príncipe de Lamballe. Em um primeiro momento, ele foi tomado  de um dos senhorios em posse de Louis Jean Marie de Bourbon, Duque de Penthièvre, que o outorga a seu filho, Luis Alejandro Bourbon, como um título de cortesia por ser um "príncipe de sangue", passando a ser tratado como Sua Alteza Sereníssima. Em 1792, estabeleceu-se como título único e independente para o Ducado de Penthièvre, que se torna parte do ramo Orleans.